# David Reuben

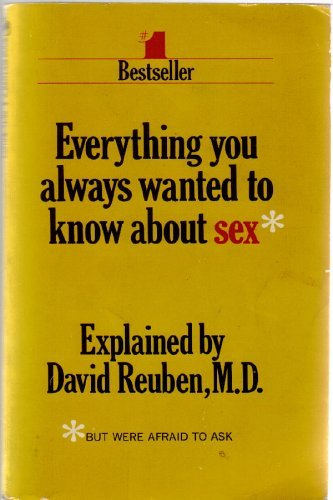
Capa de edição em inglês do livro "Tudo o que Você Sempre Quis Saber Sobre Sexo"

David Reuben (29 de novembro de 1933) é médico, perito em sexo e autor de vários livros, tal como "Tudo o que Você Sempre Quis Saber Sobre Sexo (Mas Tinha medo de Perguntar)",que se transformou em um filme de Woody Allen.